# Evangelische Zeitung für die Kirchen in Niedersachsen

Logo der Zeitung

Die Evangelische Zeitung für die Kirchen in Niedersachsen war eine Wochenzeitung der Konföderation evangelischer Kirchen in Niedersachsen und erschien jeden Sonntag. Herausgeber war der Verband  Evangelischer Publizistik Niedersachsen-Bremen gGmbH.

## Geschichte
Die Evangelische Zeitung wurde 1946 unter dem Namen „Die Botschaft“ gegründet. Erster Herausgeber war der Leiter des Amtes für Gemeindedienst Adolf Cillien. „Die Botschaft“ gehörte zum Lutherhausverlag (heute: Lutherisches Verlagshaus), der zum Amt für Gemeindedienst gehörte. Seit 1953 erscheint die Zeitung wöchentlich. 1975 folgte die Umbenennung in „Evangelische Zeitung“. Seit dem 1. Februar 2010 wurde die Zeitung in Kooperation mit der Zeitung Die Nordelbische unter dem gemeinsamen Namen Evangelische Zeitung herausgegeben. Die Gebiete waren in Nord (Schleswig-Holstein, Hamburg, Teile Dänemarks) und Süd (Konföderation ev. Kirchen in Niedersachsen) unterteilt und hatten eigene Redaktionen.
Die Synode der Evangelisch-lutherischen Landeskirche in Braunschweig kündigte an, die Zeitung ab dem Jahr 2014 nicht mehr weiter zu finanzieren.
2017 fusionierten die Zeitungen schlussendlich zur Evangelischen Zeitung. Herausgeber wurde der Ev. Presseverband für Norddeutschland.

## Auflage
Die Auflage der Evangelischen Zeitung für die Kirchen in Niedersachsen wurde von der IVW getrennt ausgewiesen. Die Nordausgabe, die  Evangelische Zeitung für die Kirche in Norddeutschland, erreichte im dritten Quartal 2017 eine verkaufte Auflage von 4.122 Exemplaren wöchentlich. Der Südteil namens Evangelische Zeitung für Niedersachsen verkaufte in demselben Zeitraum 6.576 Stück.